# Tápiószentmárton
Tápiószentmárton è un comune dell'Ungheria di 5.477 abitanti (dati 2007) situato nella contea di Pest, nell'Ungheria settentrionale.